# Boseong-eup
Boseong-eup (koreanska: 보성읍) är en köping i den södra delen av Sydkorea, 300 km söder om huvudstaden Seoul. Den är centralort och den näst största orten i kommunen Boseong-gun i provinsen Södra Jeolla. 